# Портлендская обсерватория
Портлендская обсерватория — расположена в городе Портленд, штат Мэн. Восьмиугольное 26-метровое здание построено в 1807 году и служило сигнальной башней.
Портленд имеет глубокую гавань, защищённую со всех сторон многочисленными островами. Приход судов в порт напрямую не виден с набережной, что создавало проблемы для продавцов, которые пытались подготовиться к прибытию грузов. Решение было найдено в 1807 году, когда капитан Лемуэль Муди организовал строительство обсерватории в Портленде, чтобы наблюдать за открытым океаном.
Купцы платили обсерватории ежегодный сбор со своих судов за то, что их флаги поднимались на флагштоке, когда корабли были в поле зрения. В конце XIX века здесь был установлен телефон, а когда на судах появилась радиосвязь, то функции обсерватории оказались не нужны городу.
В 1972 году здание вошло в список важнейших достопримечательностей США.
В 2006 году здание было включено в список национальных исторических памятников США.